# Matt Duffie
Pour les articles homonymes, voir Duffie.

a Compétitions nationales et continentales officielles uniquement.

b Matchs officiels uniquement.
Dernière mise à jour le 26 décembre 2022.
Matt Duffie, né le 16 août 1990 à Christchurch (Nouvelle-Zélande), est un joueur de rugby à XIII et rugby à XV néo-zélandais. Il évolue aux postes d'arrière ou d'ailier.

## Biographie

### Jeunesse
Matt Duffie est né à Christchurch, et grandit dans la ville de Kaiapoi. Il étudie à la Kaiapoi High School entre 2004 et 2005, et pratique le rugby à XV et à XIII, respectivement avec les clubs du Kaiapoi RFC et des Kaiapoi Bulldogs. 
En 2006, il déménage à Auckland, où il est scolarisé au Saint Kentigern College (en) de Pakuranga, dont il est diplômé en 2008. Il continue de pratiquer le rugby à XV au niveau scolaire, où il évolue au poste d'arrière avec l'équipe première de son établissement. Il joue également avec l'équipe des moins de 18 ans des Auckland, où il côtoie des joueurs comme George Moala ou Steven Luatua. Il continue aussi à jouer au rugby à XIII avec le club local des Pakuranga Jaguars, et pratique le touch rugby avec l'équipe de son lycée,.
En plus du rugby, Duffie se montre également à son avantage dans d'autres sports. En effet, il pratique l'athlétisme à haut niveau lors de sa jeunesse, et parvient jusqu'en finale du championnat national scolaire en 200 mètres, 400 mètres et en saut en hauteur. Il joue aussi au football australien, et représente l'équipe de Nouvelle-Zélande junior dans cette discipline, et décline ensuite une offre venant du championnat professionnel australien, l'AFL. Enfin, il pratique également le volley-ball avec l'équipe de son lycée, et se montre suffisamment performant pour être invité avec la sélection scolaire néo-zélandaise, mais décline finalement l'invitation par manque de temps.

### Rugby à XIII
Durant le lycée, il est repéré par la franchise australienne de rugby à XIII des Melbourne Storm, qui tentent de le recruter en 2008. Il décline alors une offre venue de la province de rugby à XV d'Auckland, et accepte l'offre des Storm, qu'il rejoint en décembre 2008 après avoir terminé le lycée. Il évolue dans un premier temps avec l'équipe des moins de 20 ans, disputant la National Youth Competition. En 2009, après une finale remportée face aux Wests Tigers où il marque un essai, son équipe remporte la compétition. Duffie inscrit vingt-cinq essais lors de cette saison, finissant alors troisième meilleur marqueur du championnat. 
En 2010, il est promu avec l'effectif professionnel des Storm pour disputer la saison 2010 de NRL. Il joue son premier match le 25 avril 2010 contre les Warriors, marquant un doublé à cette occasion. Pour sa première saison, il inscrit huit essais en quatorze matchs. Il est élu meilleur débutant du club pour la saison 2010.
Lors de la saison saison 2011, il inscrit douze essais en dix-huit, ce qui représente son meilleur total en NRL,. Il est alors convoité par l'équipe des Parramatta Eels, mais décide finalement de prolonger avec les Storm pour trois saisons de plus.
En mai 2011, il est sélectionné avec l'équipe de Nouvelle-Zélande pour disputer l'ANZAC Test. Malgré la défaite de son équipe, il marque un essai à cette occasion.
Avec les Storm, il remporte la saison 2012 de NRL, mais il manque personnellement les phases finales après une blessure à l'épaule.
En 2013, il ne joue que quatre rencontres de NRL, entre sa précédente blessure à l'épaule, et une grave blessure au genou survenue en mai 2013,.
Il fait son retour à la compétition au début de l'année 2014, et dispute les matchs amicaux avec son équipe, ainsi que les Auckland Nines (en). Néanmoins, il se reblesse gravement au même genou, ce qui lui fait manquer l'intégralité de la saison 2014 de NRL. Malgré ses diverses blessures, il voit son contrat prolongé pour une saison supplémentaire avec le club de Melbourne.
En 2015, il est peu utilisé par les Storm, ne jouant que neuf rencontres, et ne parvenant pas à inscrire le moindre essai.

### Rugby à XV
En septembre 2015, il est annoncé qu'il quitte les Melbourne Storm pour retourner jouer au rugby à XV dans son pays natal, avec la franchise des Blues pour un contrat de deux saisons,. Son recrutement a pour but de compenser le départ de Charles Piutau en Europe. Il fait ses débuts en Super Rugby le 4 mars 2016 face aux Crusaders. Lors de sa première saison, il s'adapte au rugby à XV et à sa nouvelle équipe, et ne joue que sept rencontres (inscrivant deux essais),.
Plus tard en 2016, il rejoint également la province de North Harbour le NPC (championnat des provinces néo-zélandaises). Il partage alors son temps de jeu entre l'aile et l'arrière, et participe à l'obtention du titre de Championship (deuxième division du NPC),.
Lors de la saison 2017 de Super Rugby, il s'impose comme le titulaire à l'aile des Blues, et joue treize rencontres (pour cinq essais). Au cours de la saison, il affronte victorieusement les Lions britanniques lors de leur tournée en Nouvelle-Zélande. En août de la même année, il prolonge son contrat avec les Blues jusqu'en 2019.
En octobre 2017, il est sélectionné pour la première fois avec les All Blacks par Steve Hansen pour participer à la tournée de novembre en Europe,. Il profite alors du congé sabatique de Ben Smith, et des blessures d'Israel Dagg, Nehe Milner-Skudder et Jordie Barrett. Lors de cette tournée, il joue deux rencontres considérée comme non officielles, contre les Barbarians et France XV,. Lors du second match, il inscrit un essai.
Après une autre saison pleine en 2018, il perd ensuite sa place en 2019, devant l'émergence de joueurs comme Caleb Clarke, et le retour de Rieko Ioane au poste d'ailier,,. Il prolonge malgré tout son contrat pour une saison de plus.
Duffie est sélectionné avec les Barbarians en octobre 2019, avec qui il affronte le pays de Galles,.
En 2020, après avoir disputé le Super Rugby Aotearoa avec les Blues, il est annoncé qu'il rejoint le club japonais des Honda Heat en Top League à partir de 2021,. En 2022, après deux saisons au Japon, il annonce mettre un terme à sa carrière de joueur, et retourne vivre en Australie.

## Palmarès

### En rugby à XIII
- Vainqueur de la National Youth Competition en 2009 avec les Melbourne Storm.
- Vainqueur de la National Rugby League en 2012 avec les Melbourne Storm.

### En équipe nationale
- Champion du NPC Championship en 2016 avec North Harbour.